# Thomas Berjon
Pour les articles homonymes, voir Berjon.
Pas d'image ? Cliquez ici

a Compétitions nationales et continentales officielles uniquement.

Dernière mise à jour le 15 mars 2025.
Thomas Berjon, né le 12 avril 1998, est un joueur français de rugby à XV jouant au poste de demi de mêlée au Stade rochelais.
En club, il remporte notamment deux fois la Coupe d'Europe/Champions Cup avec le Stade rochelais en 2022 et 2023. 

## Biographie

### Jeunesse et formation
Thomas Berjon commence le rugby à l'âge de 6 ans, au RC Puilboreau,. Il est également l'un des entraîneurs de ce club depuis le début de l'année 2022. Il avait aussi entraîné l’Ovalie Club Villeneuvois dans le passé,.
Il rejoint ensuite La Rochelle en 2010 dans la catégorie des moins de 13 ans. Il y joue dans toutes les catégories de jeune, jusqu'en 2019, quand il signe son premier contrat professionnel, le liant au Stade rochelais jusqu'en 2023.

### Stade rochelais (depuis 2018)
Thomas Berjon fait ses débuts avec l'équipe première le 19 octobre 2018 contre Enisey-STM en Challenge européen et marque un essai à cette occasion. Il joue ensuite son premier match de Top 14 la semaine suivante face à Toulon, où il entre en jeu en fin de match. Quelques mois plus tard, en avril 2019, il inscrit son premier essai en championnat face à la Section paloise, lors de la 22e journée, à l'occasion d'une victoire 71 à 21. Pour sa première saison, il dispute dix matchs toutes compétitions confondues et inscrit deux essais.
La saison suivante, il ne joue que très peu, barré par Tawera Kerr-Barlow et Alexis Balès. Il doit attendre la saison 2020-2021 avant de pouvoir gagner du temps de jeu grâce au départ d'Alexis Balès vers le Stade toulousain. Cette saison, il participe à dix-huit matchs dont sept en tant que titulaire, et inscrit trois essais.
Durant la saison 2021-2022, il continue de gagner du temps de jeu et participe à la qualification du Stade rochelais en finale de la Coupe d'Europe. Privé de Kerr-Barlow, le titulaire habituel au poste de demi de mêlée, blessé à la cheville, Ronan O'Gara, l'entraîneur rochelais, choisit de titulariser Thomas Berjon pour la finale face au face au Leinster le 28 mai 2022. Il est remplacé par Arthur Retière à la 65e minute de jeu, qui inscrit en toute fin de match l'essai qui donne la victoire au Stade rochelais (24-21). Aussi, il est récompensé durant la Nuit du rugby, du plus bel essai de la saison 2021-2022 de Top 14, grâce à son essai inscrit lors de la 21e journée face au Racing 92.
En juin 2022, il participe à la tournée des Barbarians français aux États-Unis pour affronter la sélection américaine le 1er juillet 2022 à Houston. Les Baa-baas s'inclinent 26 à 21.
En début de saison 2022-2023, Thomas Berjon prolonge de deux ans son contrat avec son club formateur, le liant au Stade rochelais jusqu'en 2025,.

## Statistiques
| Saison    | Club            | Championnat | Championnat | Championnat | Coupe d'Europe     | Coupe d'Europe | Coupe d'Europe |
| Saison    | Club            | Compétition | Matchs      | Essais      | Compétition        | Matchs         | Essais         |
| --------- | --------------- | ----------- | ----------- | ----------- | ------------------ | -------------- | -------------- |
| 2018-2019 | Stade rochelais | Top 14      | 7           | 1           | Challenge européen | 3              | 1              |
| 2019-2020 | Stade rochelais | Top 14      | 4           | -           | Coupe d'Europe     | 3              | -              |
| 2020-2021 | Stade rochelais | Top 14      | 17          | 3           | Coupe d'Europe     | 1              | -              |
| 2021-2022 | Stade rochelais | Top 14      | 14          | 3           | Coupe d'Europe     | 4              | -              |
| 2022-2023 | Stade rochelais | Top 14      | 9           | 1           | Champions Cup      |                |                |
| Total     | Total           | Top 14      | 51          | 8           | Coupes d'Europe    | 11             | 1              |

## Palmarès

### En club
- Stade rochelais
  - Finaliste du Challenge européen en 2019
  - Finaliste de la Coupe d'Europe en 2021
  - Finaliste du Championnat de France en 2021 et 2023
  - Vainqueur de la Coupe d'Europe en 2022 et 2023

### Distinctions personnelles
- Nuit du rugby : 
  - Plus bel essai de la saison 2021-2022 en Top 14, lors de la 21e journée face au Racing 92[11]